# Chiesa di Bach
La Chiesa di Johann Sebastian Bach (in tedesco Johann-Sebastian-Bach-Kirche) è il nome comune di una chiesa parrocchiale evangelica in Germania, precisamente ad Arnstadt, in Turingia.

## Storia
Una chiesa locale intitolata a San Bonifacio bruciò nel 1581. Una nuova chiesa fu costruita tra il 1676 e il 1683 e chiamata semplicemente Neue Kirche (Chiesa nuova). È una chiesa a sala nello stile barocco, con tre piani su tutti i lati.
Fu ufficialmente chiamata Johann-Sebastian-Bach-Kirche nel 1935 per via della sua associazione con il compositore Johann Sebastian Bach.

## Organo Wender
Il costruttore di organi Johann Friedrich Wender di Mühlhausen costruì tra il 1699 e il 1703, al terzo piano della chiesa, un organo con due manuali e 21 registri.
Fu ispezionato nel giugno 1703 da Johann Sebastian Bach, allora diciottenne, che fu assunto in seguito per il posto di organista presso la chiesa, il suo primo incarico come organista. Gli succedette nel 1707 il cugino Johann Ernst Bach che ricoprì l'incarico fino al 1728. L'organo fu cambiato e restaurato più volte. Una replica dell'organo fu installata nella chiesa di Pontaumur, in Alvernia, il quale viene utilizzato anche per un festival regionale bachiano Bach en Combrailles.